# Gymnobates glaber
Gymnobates glaber är en kvalsterart som beskrevs av Banks 1902. Gymnobates glaber ingår i släktet Gymnobates och familjen Oripodidae. Inga underarter finns listade i Catalogue of Life.